# Valerij Grikovskij
Valerij Grikovskij (Leningrado, 10 luglio 1975) è un pittore russo contemporaneo.
Nei suoi progetti espande lo spazio dell'arte tradizionale combinando tecniche artistiche tradizionali con la moderna cultura digitale. Nel realizzare le sue opere l'artista utilizza oggetti di fauna selvatica, minerali, fossili e frammenti di collezioni entomologiche. È conosciuto come fondatore della "Pinning Art" nel 2014, un'arte che unisce scienza e pratica artistica. L'artista è anche un appassionato di entomologia (collezioni di coleotteri).

## Biografia
Si è laureato presso l'Università Medica Statale di San Pietroburgo Acad. I. P. Pavlova (1° Istituto Medico), facoltà di medicina (anni 1992-1998), specializzandosi nelle interazioni tra il sistema nervoso e il sistema immunitario. Professionalmente era impegnato nel backpacking.
Le sue attività espositive iniziarono nel 1997, coincidente con le prime fiere d'arte internazionali, nonché simposi e conferenze.
Nel 1999 entrò a far parte nella sezione grafica dell'Unione degli artisti. Ha inoltre collaborato con famosi marchi commerciali Russi: VMP auto, Xassa Design e Global Trans. Alcune delle sue opere sono situate presso le gallerie di San Pietroburgo: Marina Gisich Galery (2012), NameGallery (2011, 2014, 2017), Anna Nova Gallery (2020) e altri importanti istituzioni culturali quali il Museo di Stato Russo (2013 al 2020), CVZ Maneggio (1999-2019), l'Accademia Russa di Belle Arti (2015-2016), etc. Attualmente vive e lavora a San Pietroburgo (Russia).

## Premi e Riconoscimenti
- 2009 - 6ª Biennale Internazionale di Grafica di Novosibirsk, nomination come "original graphics - grafica originale", 1º classificato.
- 2010 - Diploma al IV° Tomsk "Disegno della Russia".
- 2012 - Autumn Salon di Parigi, premio nella categoria "Pittura".
- 2013 - Diploma alla XI Biennale di Grafica degli Stati Baltici (Kaliningrad).
- 2015 - Premio Kuryokhin di San Pietroburgo, nomination come "The best work of visual art - Miglior lavoro nelle arti visuali", candidato (short list).

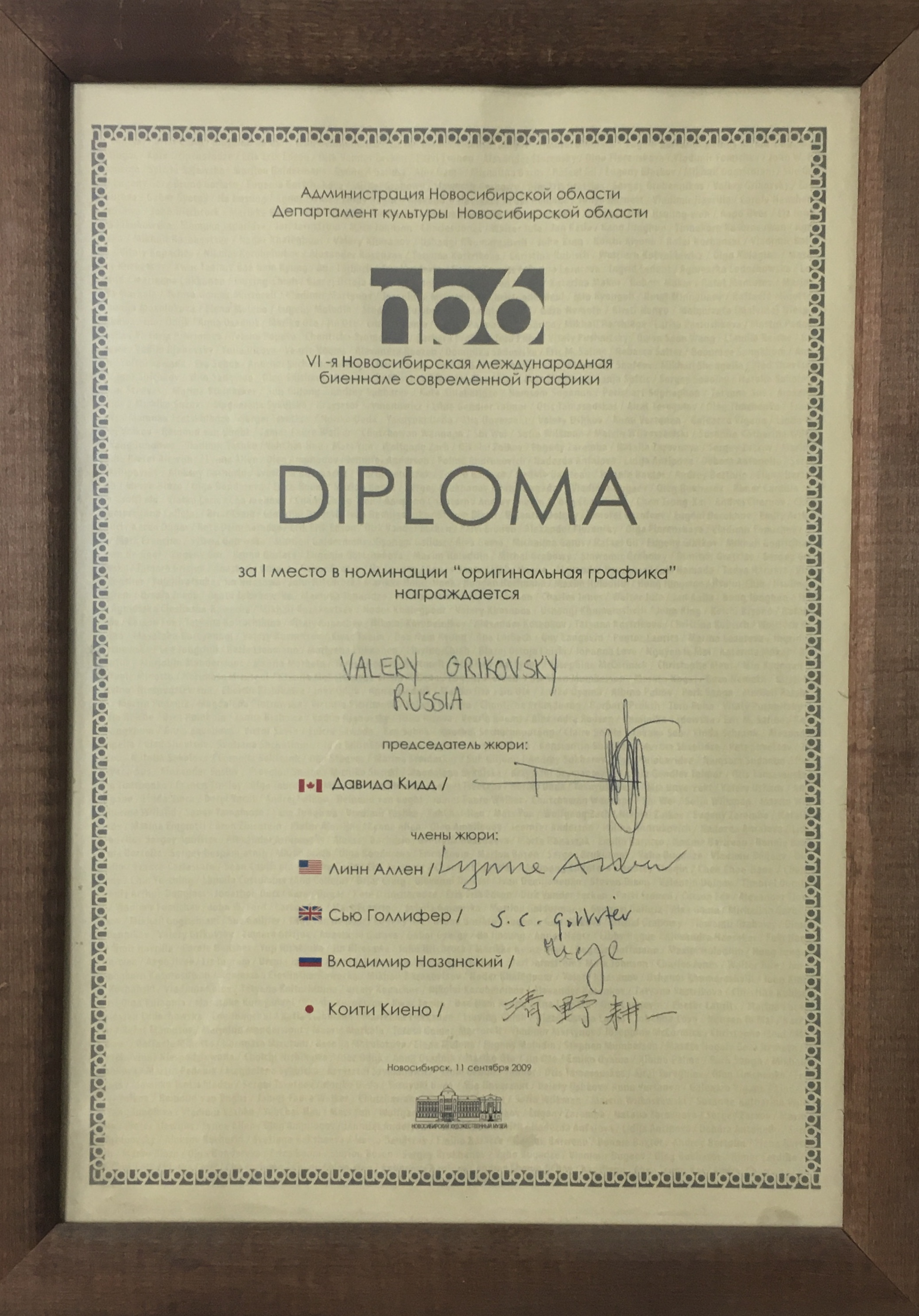
6ª Biennale Internazionale di Grafica di Novosibirsk, 2009. Premio a Valery Grikovsky.
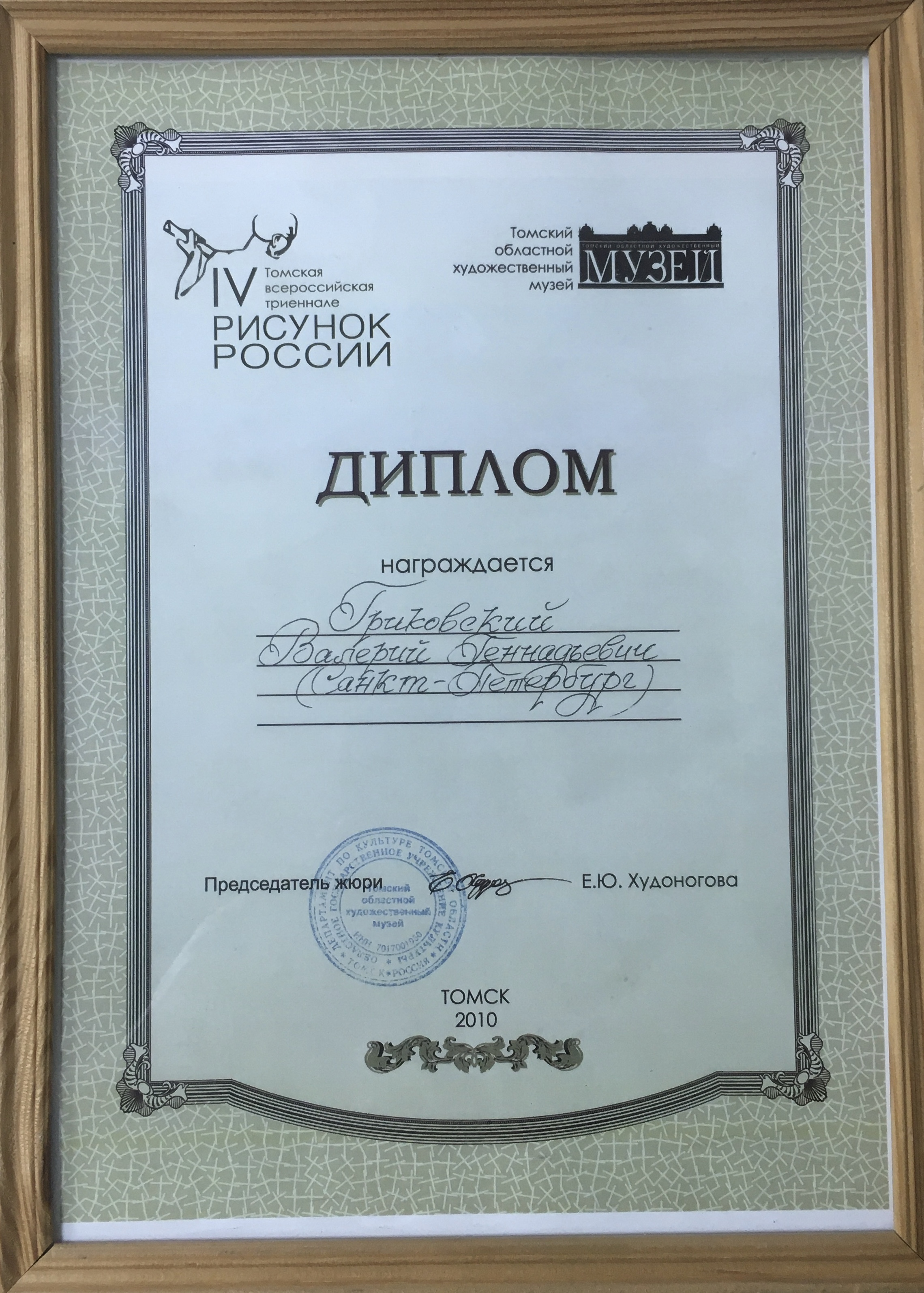
Diploma al IV° Tomsk "Disegno della Russia", 2010. Premio a Valery Grikovsky.
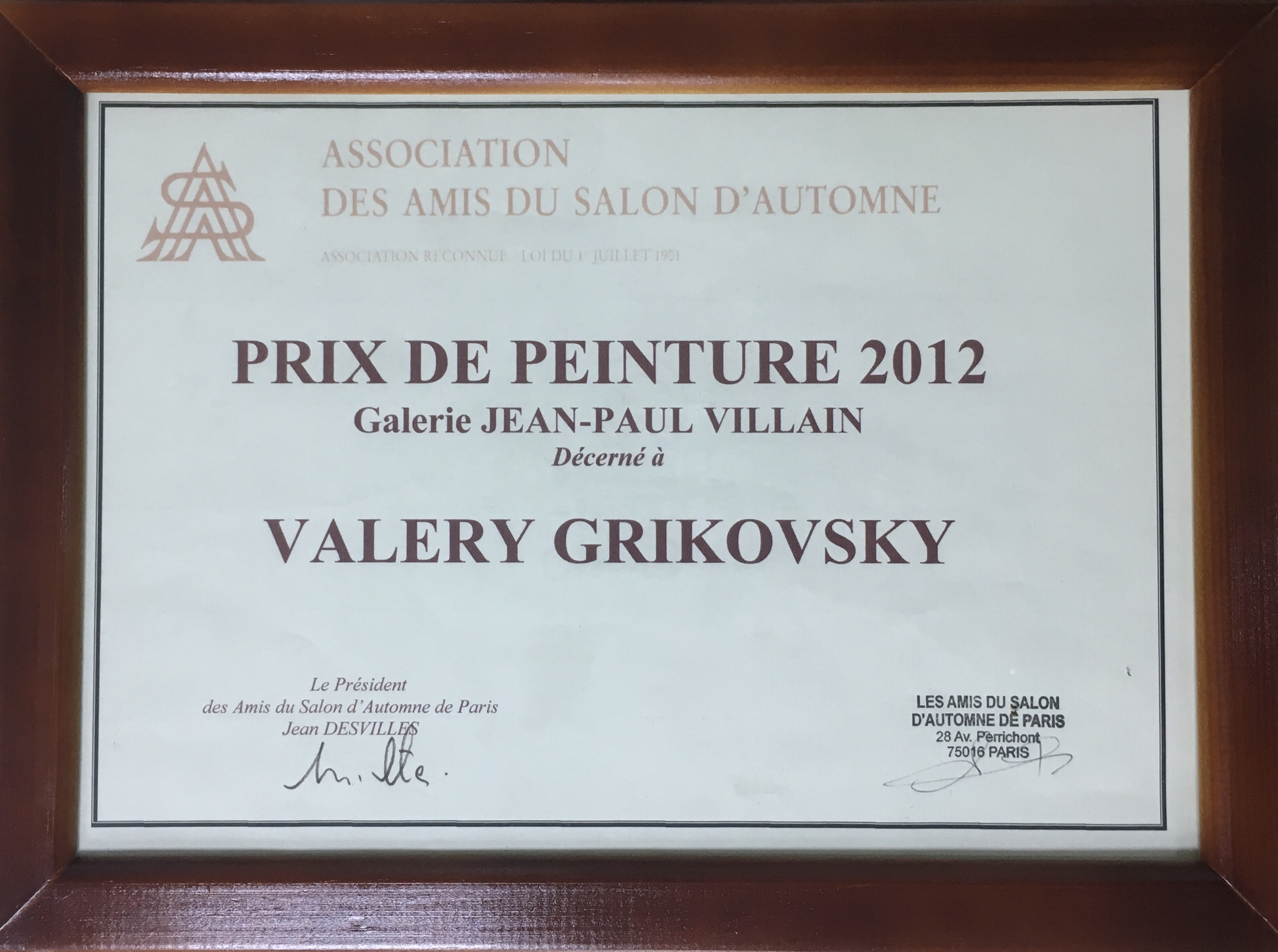
"Prix de peinture", 2012. Premio a Valery Grikovsky
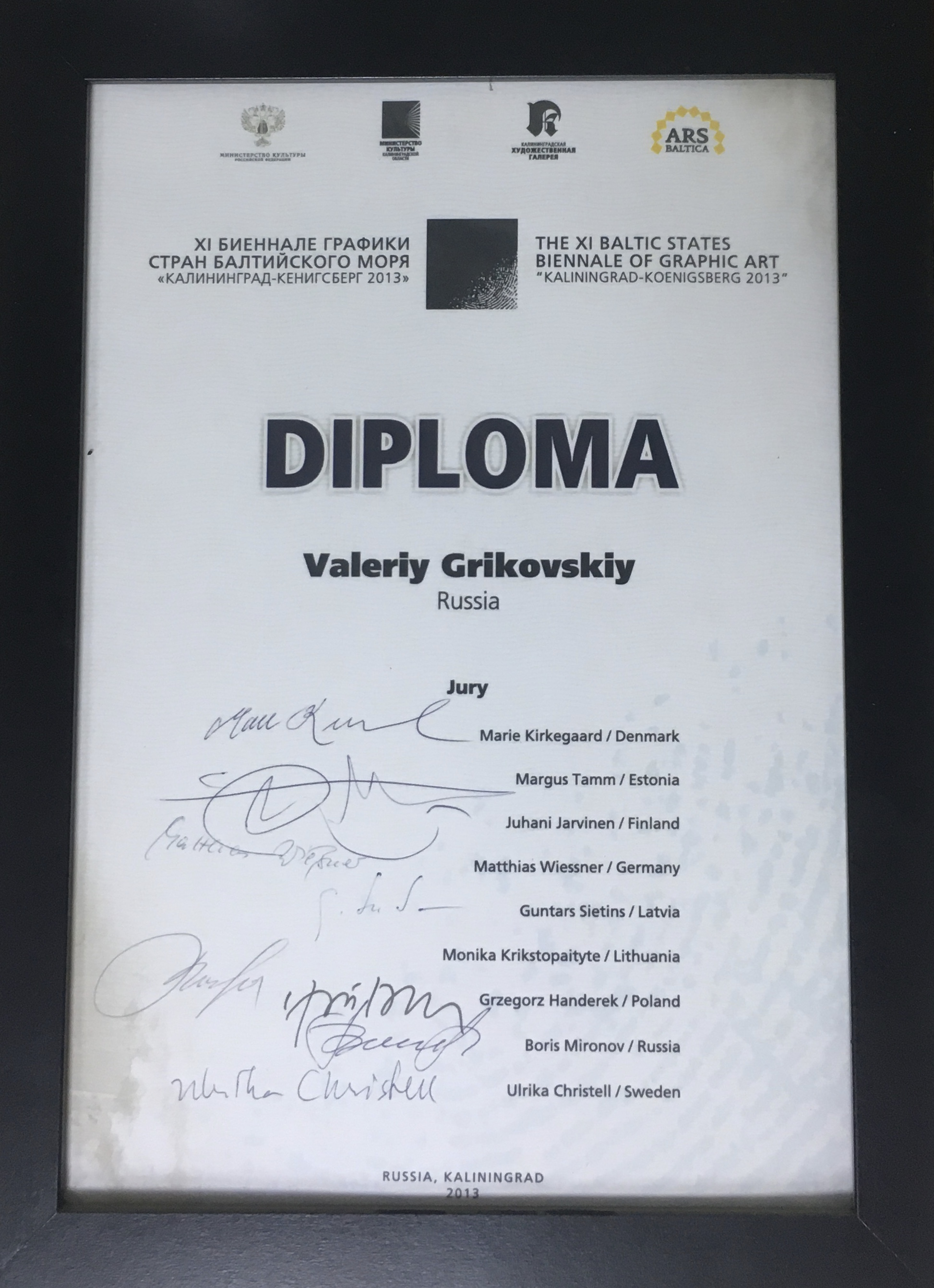
Diploma alla XI Biennale di Grafica degli Stati Baltici (Kaliningrad), 2013. Premio a Valery Grikovsky.

## Collezioni
- Museo di Stato Russo (San Pietroburgo).
- Museo Statale d'Arte (Novosibirsk).
- Museo d'Arte dei Secoli XX°-XXI° (San Pietroburgo).
- Nuovo Museo (San Pietroburgo).
- Centro Nazionale per l'Arte Contemporanea (Mosca).

Alcune delle sue opere sono situate in collezioni private in Russia, Germania, Finlandia, Repubblica Ceca, Stati Uniti, Francia, Serbia, Italia, ecc.

## Mostre personali
- 1999 - "The Reverse Side of Navigation - Il lato opposto della Navigazione" - Borey Gallery (San Pietroburgo).
- 2000 - "I Magi" - galleria "Borey" (San Pietroburgo ).
- 2008 - " E-20 " - Museo A.Akhmatova, Galleria "Fienile" (San Pietroburgo).
- 2009 - "Uccidere l'amore" - galleria "Luda" ( San Pietroburgo ).
- 2009 - "Mappa grafica del mondo" - GreenArt Gallery (Perm).
- 2010 - "Il paesaggio del disegnatore" - Salone Centrale Manege, saletta piccola (San Pietroburgo).
- 2011 - "Strutture" - Galleria Сolourblind, (Colonia).
- 2012 - "Rassegna cargo-culturale", Galleria Marina Gisich (San Pietroburgo).
- 2013 - "Barbablù" - Salone Centrale Manege, saletta piccola (San Pietroburgo).
- 2013 - "Rassegna cargo-culturale", TsKI "Port", (Surgut).
- 2013 - "Rassegna cargo-culturale", festival "Sterhfest - Big Water" (Khanty-Mansiysk).
- 2013 - “Cargo Cult. Risultati ”- Sala espositiva centrale Manege, Small Hall (San Pietroburgo).
- 2014 - "Passion for Linnaeus - Passione per Lineeo"  - NameGallery (San Pietroburgo).
- 2016 - “Focus of time. Cattedrali - Focus del tempo. Cattedrali ”- Concord Gallery (San Pietroburgo).
- 2017 - "Stone-Paper-Scissors - Forbici per Pietre-di-Carta" - NameGallery (San Pietroburgo).
- 2019 - “Volevo disegnare 100 vedute del Fuji, ma poi mi sono reso conto che era già da qualche parte ...” - Museo di Stato Russo (San Pietroburgo).
- 2020 - “Beckett. Senza nome" - Museo di Stato Russo (San Pietroburgo).

## Mostre collettive
- 1997 - Centro giovanile, st. Marat 12 (San Pietroburgo).
- 1998 - Inside & Outside, galleria "Nevograf", (San Pietroburgo).
- 1999 - Galleria "Young" (San Pietroburgo).
- 1999 - "Albero di Natale", A. Akhmatova (San Pietroburgo).
- 1999 - "All Petersburg 1998", Maneggio delle guardie a cavallo, sala espositiva centrale “Manege”, (San Pietroburgo).
- 2000 - Centro Culturale Pushkinskaya-10 (San Pietroburgo); il progetto “Diari. Lettere dal nulla. "
- 2000 - "Tutto San Pietroburgo 1999", Maneggio delle guardie a cavallo, sala espositiva centrale “Manege”, (San Pietroburgo).
- 2000 - "Diari, lettere dal nulla", Centro " Pushkinskaya 10 " (San Pietroburgo).
- 2001 - "Tutto Petersburg 2000", Maneggio delle guardie a cavallo, sala espositiva centrale “Manege” (San Pietroburgo).
- 2002 - “L'Unione degli artisti compie 70 anni”, Maneggio delle guardie a cavallo, sala espositiva centrale “Manege” (San Pietroburgo).
- 2007 - "Artisti di San Pietroburgo" (Krasnodar).
- 2007 - Biennale "Dialoghi",Maneggio delle guardie a cavallo, sala espositiva centrale “Manege" (San Pietroburgo).
- 2008 - Salone grafico "Prints Lover" III. progetto “Non ci sono mai stato”, Maneggio delle guardie a cavallo, sala espositiva centrale “Manege” (San Pietroburgo).
- 2008 - "Nord-Sud", (Krasnodar).
- 2009 - Azione "Dominazione dell'Arte", Centro "Salone del Mobile" (San Pietroburgo).
- 2009 - "Arte senza frontiere", sala dell'Unione degli artisti (Abkhazia, Sukhumi).
- 2009 - "Arte senza frontiere", Museo d'Arte Repubblicana. M. Tuganova (Vladikavkaz).
- 2009 - Mostra del simposio internazionale Alania 2009 (Vladikavkaz).
- 2009 - 6ª Biennale Internazionale di Grafica (Novosibirsk).
- 2009 - "Questa è Liuda", progetto Loft Etage (San Pietroburgo).
- 2010 - serie "Cattedrali", centro culturale su Belinsky 11 (San Pietroburgo).
- 2010 - "De Bibliotheek", Galleria Goda (Amsterdam).
- 2010 - "The Coming Past", Museo of Local Lore (Vladikavkaz).
- 2010 - mostra del simposio internazionale Alania 2010 (Vladikavkaz).
- 2010 - "Discovery", Galleria Modernariat (San Pietroburgo).
- 2010 - "ZB", Modernariat Gallery NCCA (San Pietroburgo).
- 2011 - "ZBSPB", galleria "Expo-88", (Mosca).
- 2011 - "Graphic trip", Maneggio delle guardie a cavallo, sala espositiva centrale, piccola sala (San Pietroburgo).
- 2011 - San Pietroburgo. "ZBSPB ", Museo di Arte Contemporanea (Perm).
- 2011 - Arte Assegnata, Galleria Modernariat (San Pietroburgo).
- 2011 - "La notte dei cosmonauti", Biblioteca di libri di grafica (San Pietroburgo).
- 2011 - "Riassunto 1260", Сolourblind Gallery, (Colonia).
- 2011 - "La morte a San Pietroburgo", NameGallery (San Pietroburgo).
- 2011 - "Messaggio", festival grafico "Grafica", Biblioteca di libri di grafica (San Pietroburgo).
- 2012 - "CHB SPB", galleria "Sterkh" (Surgut).
- 2012 - SALON D'AUTOMNE (Parigi).
- 2013 - "Nato per Volare ... e strisciare", Museo di Stato Russo (San Pietroburgo).
- 2013 - "Dostoevschina", Biblioteca di libri di grafica San Pietroburgo).
- 2013 - XI Biennale di grafica dei paesi del Mar Baltico "Kaliningrad-Konigsberg 2013" (Kaliningrad).
- 2014 - "Un'altra capitale", Museo di Mosca (Mosca).
- 2015 - "ART PARIS" - "ART FAIR" 2015 (Parigi).
- 2015 - Museo della Ricerca Scientifica "Pittura dopo pittura". Accademia Russa delle Arti (San Pietroburgo).
- 2016 - Galleria d'arte "Pittura dopo pittura" di Zurab Tsereteli (Mosca).
- 2016 - “CORPUS". Teatro Anatomico, Museo della Ricerca Scientifica . Accademia Russa delle Arti (San Pietroburgo).
- 2016 - "Urban Dawn", VILLA Boutiques & Restaurants (Almaty, Kazakhstan).
- 2017 - 10° Cyberfest "Constructions and Sets" galleria-laboratorio "Ground Khodynka" (Mosca ).
- 2018 - "Alla ricerca di un ritratto" DK Gromov (San Pietroburgo).
- 2018 - "A e B ero seduti sul tubo" National Center for Contemporary Art (Mosca).
- 2019 - “Radical fluidity. Grottesco nell'arte ", Museo d'Arte di San Pietroburgo dei secoli XX-XXI (San Pietroburgo).
- 2019 - "Bellezza +/-", Maneggio delle guardie a cavallo, sala espositiva centrale “Manege” (San Pietroburgo).
- 2019 - Notte dei musei 2019, “Elementi. Storicismi nell'arredo architettonico", Accademia di Stato Capella (San Pietroburgo).
- 2019 - "Offline / Online", DK Gromov (San Pietroburgo).
- 2019 - "Actual drawing", Galleria " Bulthaup " (San Pietroburgo).
- 2020 - "IN VINO VERITAS", IFA Creative Union (San Pietroburgo).
- 2020 - “Artisti e collezionisti" - Museo di Stato Russo. I regali. 1898-2019.  (San Pietroburgo).
- 2020 - “Dietro le nuvole del futuro” DK Gromov (San Pietroburgo).